# Alain Roche
Alain Roche (Brive-la-Gaillarde, 14 de outubro de 1967) é um ex-futebolista profissional francês que atuava como defensor. 

## Carreira
Alain Roche representou o seu país na Euro 1996. Ele jogou por Bordeaux, Marseille, Auxerre, Paris SG e Valencia.